# Blylaget
Blylaget là một làng nằm ở Na Uy.